# 體育館站 (愛德蒙頓)
體育館站（英語：Stadium Station）是一個位於加拿大亞伯達省首府愛德蒙頓，屬市營愛德蒙頓輕軌首都線的一個輕軌車站。

## 站體

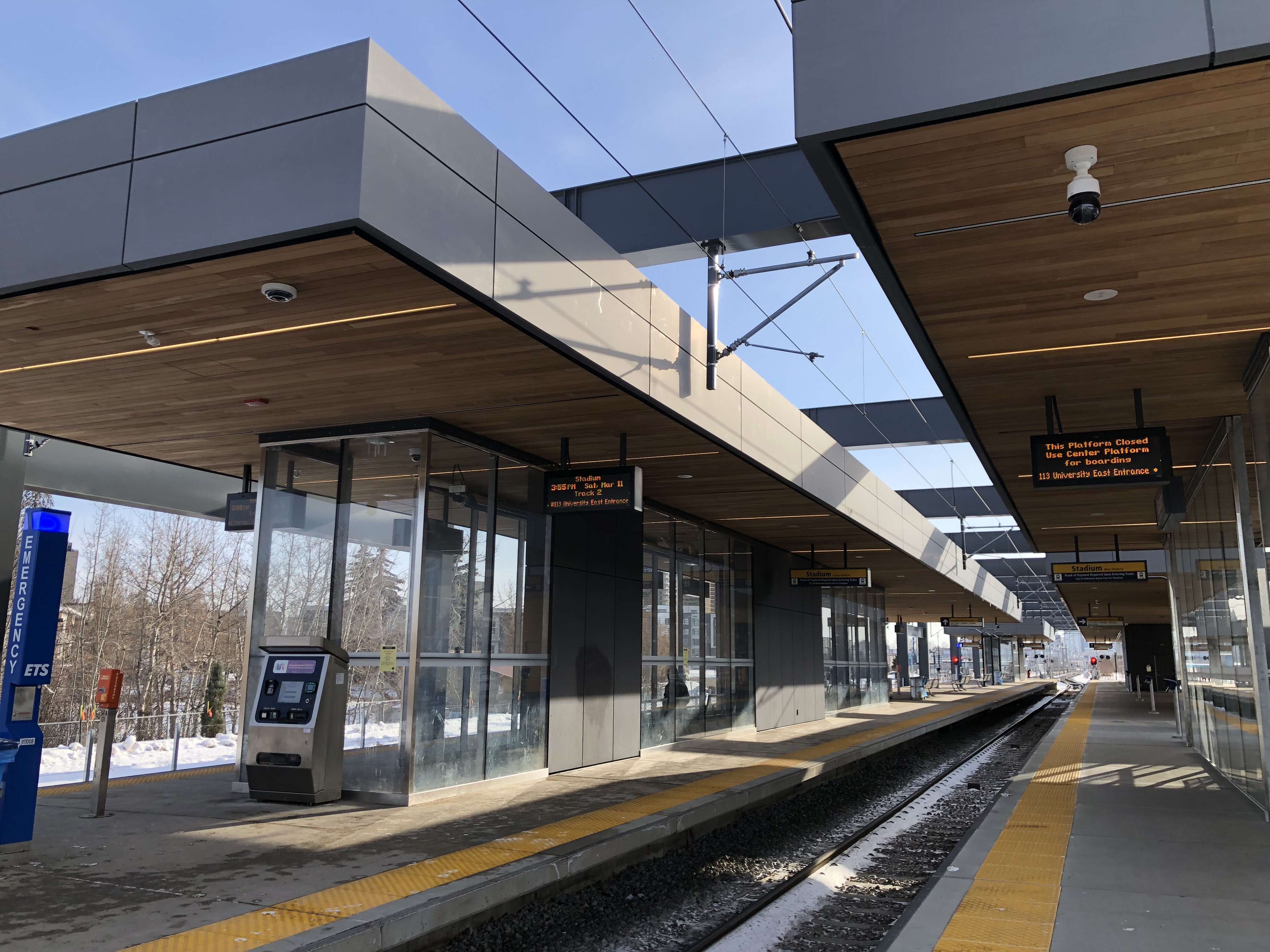
體育館站內兩月台

車站座落於市內克羅姆達爾、麥考利和諾爾伍德三社區之間，站體主要位於111大街和84街之間。此站為平面島式/側式月台，共有兩月台；但西側月台並未開放使用。此外此站的公共藝術為阿爾伯塔大學學生所設計，它是一組由彩色鋁製成的旗幟和旗桿。。

## 歷史
- 此車站為愛德蒙頓輕軌系統最早設立的五站中的其中一站，於1978年4月22日開通。另外四站為後兩站的巴爾福德站、競技場站和前兩站的邱吉爾站、中央站。

- 車站站體於2020年五月中旬進行一次全面更新，其中包含加裝站體屋簷、去除地下通道大廳、設立恆溫候車室、保全室、公共廁所和第二個月臺[3]。此次更新也使得體育館站成為全愛德蒙頓輕軌系統中唯一一個有兩個月臺的車站。

## 體育館轉運站
體育館轉運站（Stadium Transit Centre）是愛德蒙頓交通運輸局建立於愛德蒙頓輕軌車站之上的公車轉運站點。此站位於體育館站西側111大街處，有人行地下道和地面聯絡道連接此轉運站和輕軌站。此轉運站提供停車換乘服務，但未有提供自動販賣機和公共廁所。
以下為此途經或是起訖於此轉運站的路線：
| 聯絡站點                  | 路線編號 |
| ------------------------- | -------- |
| 阿波茨菲爾德轉運站        | 101      |
| 巴爾福德轉運站            | 2-Owl    |
| 競技場轉運站              | 2-Owl    |
| 克萊爾維尤轉運站          | 2-Owl    |
| 市中心                    | 2        |
| 京士威/皇家亞歷克斯轉運站 | 3        |
| 西愛德蒙頓購物中心轉運站  | 2        |
| 威斯特蒙特轉運站          | 3        |

## 安全事件
- 2010年，一名23歲的女子在此站遭槍擊死亡[7]。
- 2012年，在體育館站和Belvedere站之间的轻轨上有一名男子被殴打致死。[8]

## 鄰近設施
- 大英國協體育場
- 克拉克體育館

## 資料來源
1. ↑   (PDF), 2021-02-05  [2023-05-20], （原始内容存档 (PDF)于2023-03-28）
2. ↑  . （原始内容存档于2013-09-04）.
3. ↑  Bourne, Kirby. . Global News. 2 May 2020  [6 May 2020]. （原始内容存档于2023-05-20）.
4. ↑   (PDF). City of Edmonton.   [October 2, 2017]. （原始内容存档 (PDF)于2023-05-22）.
5. ↑  . City of Edmonton.   [October 2, 2017]. （原始内容存档于2021-06-03）.
6. ↑  . City of Edmonton.   [1 September 2019]. （原始内容存档于2019-08-02）.
7. ↑  .   [2023-05-20]. （原始内容存档于2023-05-20）.
8. ↑  . CBC News. 2012年12月31日  [2014年2月20日]. （原始内容存档于2013年5月19日）.

## 外部連結
维基共享资源上的相關多媒體資源：體育館站